# Mister Olympia 2024
Mister Olympia 2024 è stata la sessantesima edizione dell'omonima competizione di bodybuilding prodotta dalla IFBB. L'evento si è svolto tra il 10 e il 13 ottobre 2024 al Resorts World Las Vegas situato a Las Vegas, Nevada (USA).

## Risultati[2]

### Categoria Open
Samson Dauda vince l'edizione del Mr Olympia 2024 diventando il primo culturista di origini nigeriane a trionfare nella più importante competizione di bodybuilding al mondo.
Hadi Choopan si è classificato secondo, mentre il campione uscente Derek Lunsford terzo.
Nick Walker, altro grande nome, si è ritirato dalla competizione due settimane prima della gara, per motivi legati alla mancata condizione raggiunta.
Legenda
     Vincitore
     Secondo Classificato
     Terzo Posto
| Posto | Premio   | Nome                            | Paese                  | Pre-Giudizio | Finali | Totale |
| ----- | -------- | ------------------------------- | ---------------------- | ------------ | ------ | ------ |
| 1     | $600,000 | Samson Dauda                    | /                      | 8            | 6      | 14     |
| 2     | $250,000 | Hadi Choopan                    | Iran (bandiera)        | 8            | 9      | 17     |
| 3     | $100,000 | Derek Lunsford                  | Stati Uniti (bandiera) | 15           | 15     | 30     |
| 4     | $40,000  | Martin Fitzwater                | Stati Uniti (bandiera) | 23           | 20     | 43     |
| 5     | $35,000  | Andrew 'Jacked' Chinedu Obiekea | Nigeria (bandiera)     | 29           | 25     | 54     |
| 6     |          | Hunter Labrada                  | Stati Uniti (bandiera) | 25           | 30     | 55     |

### Categoria Classic
Chris Bumstead si conferma campione per la sesta volta di fila nella categoria Classic Physique, battendo in maniera netta il secondo classificato Mike Sommerfeld. Dopodiché annuncia il suo ritiro dalle competizioni agonistiche, chiudendo una striscia di imbattibilità che andava avanti dal 2019.
| Posto | Premio | Nome                       | Paese                  |
| ----- | ------ | -------------------------- | ---------------------- |
| 1     |        | Chris Bumstead             | Canada (bandiera)      |
| 2     |        | Mike Sommerfeld            | Germania (bandiera)    |
| 3     |        | Urs Kalecinski             | Germania (bandiera)    |
| 4     |        | Ramon "Dino" Rocha Queiroz | Brasile (bandiera)     |
| 5     |        | Breon Ansley               | Stati Uniti (bandiera) |

### Categoria 212
| Posto | Premio | Nome                 | Paese                  |
| ----- | ------ | -------------------- | ---------------------- |
| 1     |        | Keone Pearson        | Stati Uniti (bandiera) |
| 2     |        | Shaun Clarida        | Stati Uniti (bandiera) |
| 3     |        | Angel Calderon Frias | Spagna (bandiera)      |
| 4     |        | Kerrith Bajjo        | Stati Uniti (bandiera) |
| 5     |        | Vitor Port           | Portogallo (bandiera)  |

### Categoria Wheelchair
| Posto | Premio | Nome                            | Paese                  |
| ----- | ------ | ------------------------------- | ---------------------- |
| 1     |        | Harold Kelley                   | Stati Uniti (bandiera) |
| 2     |        | Kevin Secundino                 | Francia (bandiera)     |
| 3     |        | Karol Milewski                  | Polonia (bandiera)     |
| 4     |        | Gabriele Andriulli              | Italia (bandiera)      |
| 5     |        | Josue Fabiano Barretto Monteiro | Brasile (bandiera)     |